# Eddie Taylor
Eddie Taylor, né Edward Taylor à Benoit, Mississippi le 29 janvier 1923 et décédé le 25 décembre 1985, est un guitariste et chanteur de blues américain.
Il est enterré au Restvale Cemetery à Alsip dans l'Illinois.

## Discographie
- 1972 - I Feel So Bad - The Blues Of Eddie Taylor